# Bareun-Partei
Die Bareun-Partei (koreanisch: 바른정당, Transliteration: Bareun-jeongdang, in Deutsch: aufrichtige Partei / rechtschaffene Partei) war eine konservative Oppositionspartei in Südkorea, die sich am 27. Dezember 2016 von der Saenuri-Partei abgespalten hatte und bis zum 8. Januar 2017 den Namen Neue Konservative Partei (koreanisch: 개혁보수신당, Transliteration: Gaehyeok-bosu-sindang) trug. Offiziell gegründet wurde die Partei am 24. Januar 2017. Am 13. Februar 2018 fusionierte sie mit der Gungminui-Partei zur Bareun-mirae-Partei.

## Geschichte

### Entstehung
Die Gründung der Bareun-Partei hängt eng mit der Politaffäre um Park Geun-hye und Choi Soon-sil zusammen. Nachdem im Oktober und November 2016 die Proteste gegen die Präsidentin Park Geun-hye (Saenuri-Partei) zunahmen, traten am 22. November das Mitglied der Nationalversammlung Kim Yong-tae und der Gouverneur der Provinz Gyeonggi Nam Kyung-pil als erste aus der Saenuri-Partei aus, um sich von Park zu distanzieren.
Ende November 2016 wurde von der Opposition der Entwurf für die Amtsenthebung Parks in die Nationalversammlung eingebracht. Zu dieser Zeit hielt die Saenuri-Partei 128 Sitze in der Nationalversammlung, die Opposition zusammen mit den Parteilosen 172 Sitze. Um ein Amtsenthebungsverfahren gegen Park einzuleiten, wurden 200 der 300 Stimmen benötigt, es mussten also mindestens 28 Mitglieder der Saenuri-Partei für den Entscheid stimmen. Am 9. Dezember stimmten 234 Abgeordnete für ein Amtsenthebungsverfahren.
Am 16. Dezember wurde Jung Woo-taek zum Fraktionsvorsitzenden der Saenuri-Partei gewählt, ein loyaler Anhänger von Park. Am 27. Dezember gaben 29 Abgeordnete der Saenuri-Partei ihren Austritt bekannt, um sich gegen Park und die Pro-Park ausgerichtete Parteiführung zu stellen. Sie schlossen sich zu einem politischen Bündnis zusammen, welches sie vorläufig Neue Konservative Partei nannten.
Die Umbenennung in Bareun-Partei fand am 8. Januar 2017 statt. Am 15. Januar wurde das Logo und die Parteifarbe Himmelblau bekannt gegeben. Blau war bereits die Farbe der konservativen Vorgängerparteien für mehr als 30 Jahre, bevor die Hannara-Partei sich 2012 in die Saenuri-Partei umbenannte und die Parteifarbe auf Rot änderte. Als erster Parteivorsitzender wurde am 23. Januar einstimmig Choung Byoung-gug gewählt, einen Tag bevor die Partei offiziell gegründet und mit 32 Mandaten zur viertstärksten Kraft in der Nationalversammlung wurde.

### Präsidentschaftswahl 2017
Am 25. Januar gab der Gouverneur der Provinz Gyeonggi Nam Kyung-pil seine Präsidentschaftskandidatur bekannt, einen Tag später folgte die offizielle Kandidatur von Yoo Seong-min, Mitglied der Nationalversammlung. Als aussichtsreichster Kandidat galt aber Ban Ki-moon, der bis zum 31. Dezember 2016 achter Generalsekretär der Vereinten Nationen gewesen war. Am 1. Februar gab Ban bekannt, nicht als Präsident Südkoreas zu kandidieren. Die Bareun-Partei betrachtete Ban bis dahin als De-facto-Kandidaten. Bereits abgelehnt hatten eine Kandidatur Kim Moo-sung, damals noch Mitglied der Saenuri-Partei, am 24. November 2016 und der ehemalige Bürgermeister von Seoul Oh Se-hoon am 13. Januar 2017.
Am 17. März endete die Registrierung für die Vorwahl des Präsidentschaftskandidaten der Bareun-Partei, einzige Kandidaten blieben Nam Kyung-pil und Yoo Seong-min. Am 28. März wurde Yoo Seong-min mit 62,9 % zum Kandidaten gewählt. Bei den Präsidentschaftswahlen am 9. Mai erreichte er mit 2.208.771 Stimmen (6,8 %) das viertbeste Ergebnis, hinter Moon Jae-in (13.423.800 Stimmen, 41,1 %), Hong Jun-pyo (7.852.849 Stimmen, 24,0 %) und Ahn Cheol-soo (6.998.342  Stimmen, 21,4 %).

### Mitgliederverlust  und Auflösung
Am 28. April unterzeichneten 20 von 33 Mitgliedern der Bareun-Partei in der Nationalversammlung eine Erklärung, dass eine Allianz der drei Präsidentschaftskandidaten Yoo Seong-min (Bareun-Partei), Hong Joon-pyo (Jayu-hanguk-Partei) und Ahn Cheol-soo (Gungminui-Partei) und eine Verständigung auf einen gemeinsamen Kandidaten um den in den Umfragen vorne liegenden Moon Jae-in (Deobureo-minju-Partei) zu stoppen. Noch am selben Tag wechselte die Abgeordnete der Nationalversammlung Lee Eun-jae zur Jayu-hanguk-Partei. Nachdem Yoo einen gemeinsamen Kandidaten der drei Parteien abgelehnt hatte, gaben 13 der 32 Bareun-Mitglieder in der Nationalversammlung ihren Austritt aus der Partei bekannt, um ihren Kandidaten Hong zu unterstützen, womit die restlichen 19 Abgeordneten ihren Fraktionsstatus in der Nationalversammlung verloren, jedoch widerrief noch am selben Tag Hwang Young-cheul seinen Parteiaustritt.
Neun weitere Mitglieder der Nationalversammlung traten am 8. November 2017 aus der Partei aus und schlossen sich der Jayu-hanguk-Partei an, um einen vereinigten konservativen Block in der Nationalversammlung zu bilden und gaben an, dass die Bareun-Partei gescheitert sei eine konservative Alternative zur Jayu-hanguk-Partei anzubieten. Am 11. November 2017 folgte ihnen der bisherige Parteiführer in der Nationalversammlung und kommissarische Parteivorsitzende Joo Ho-young.
Im Dezember 2017 begannen Fusionsgespräche zwischen der Bareun-Partei und der Gungminui-Partei. Danach trat am 16. Januar 2018 Park In-sook zur Jayu-hanguk-Partei über. Innerhalb der Gungminui-Partei verließen zwischen 1. und 5. Februar 15 Mitglieder der Nationalversammlung die Partei und gründeten am 6. Februar die Minju-peyonghwa-Partei, bevor die Bareun- und die Gungminui-Partei am 13. Februar zur Bareun-mirae-Partei fusionierten. Mit 30 Abgeordneten bildete diese zum Zeitpunkt ihrer Entstehung die drittstärkste Fraktion in der Nationalversammlung.

## Parteiführung

### Parteivorsitzender
| # | Parteivorsitzender           | Zeitraum                                |
| - | ---------------------------- | --------------------------------------- |
| 1 | Choung Byoung-gug            | 23. Januar 2017 bis 10. März 2017       |
|   | Joo Ho-young (kommissarisch) | 10. März 2017 bis 26. Juni 2017         |
| 2 | Lee Hye-hoon                 | 26. Juni 2017 bis 7. September 2017     |
|   | Joo Ho-young (kommissarisch) | 7. September 2017 bis 13. November 2017 |
| 3 | Yoo Seong-min                | 13. November 2017 bis 13. Februar 2018  |

Als erster Parteivorsitzender wurde am 23. Januar einstimmig Choung Byoung-gug gewählt. Choung sah es als seine Aufgabe an, die Partei durch das Amtsenthebungsverfahren Parks zu leiten und trat am 10. März 2017 als Parteivorsitzender zurück, nachdem Park vom Verfassungsgericht vom Amt als Präsidentin Südkoreas enthoben wurde. Joo Ho-young übernahm ab diesem Zeitpunkt kommissarisch den Parteivorsitz, zusätzlich zu seinem Parteivorsitz in der Nationalversammlung.
Beim Parteitag am 26. Juni 2017 wurde mit 36,9 % der Stimmen die Abgeordnete der Nationalversammlung Lee Hye-hoon zur neuen Parteivorsitzenden gewählt und setzte sich gegen die drei anderen Kandidaten Ha Tae-keung (33,1 %), Jeong Woon-chun (17,6 %) und Kim Young-woo (12,5 %) durch. Lee vertrat die Position einer starken unabhängigen Partei und lehnte strikt ein Bündnis mit der Jayu-hanguk-Partei bei den anstehenden Kommunalwahlen 2018 ab. Im Zuge einer Bestechungsaffäre, ihr wurde vorgeworfen etwa 60 Millionen Won (ca. 46.000 Euro) in Bargeld und Geschenken im Vorfeld der Parlamentswahl 2016 von einer Geschäftsfrau angenommen zu haben, trat Lee am 7. September von ihrem Amt als Parteivorsitzende zurück. Wieder übernahm der Parteiführer in der Nationalversammlung Joo Ho-young kommissarisch den Parteivorsitz.
Mit 56,6 % der Stimmen übernahm der ehemalige Präsidentschaftskandidat Yoo Seong-min am 13. November 2017 den Parteivorsitz. Weitere Kandidaten waren die Mitglieder der Nationalversammlung Ha Tae-keung (24,5 %), Jeong Woon-chun (10,3 %) und Park In-sook (4,7 %).

### Parteiführer in der Nationalversammlung
(Umgangssprachlich auch Fraktionsvorsitzender genannt, wobei für eine Fraktion bzw. einer Fraktionsgemeinschaft in der Nationalversammlung 20 Abgeordnete notwendig sind.)
| # | Parteiführer                | Zeitraum                                |
| - | --------------------------- | --------------------------------------- |
| 1 | Joo Ho-young                | 27. Dezember 2016 bis 13. November 2017 |
|   | Kim Se-yeon (kommissarisch) | 13. November 2017 bis 22. Dezember 2017 |
| 2 | Oh Shin-hwan                | 22. Dezember 2017 bis 13. Februar 2018  |

Mit der Formierung der 29 Abgeordneten am 27. Dezember 2016 als politisches Bündnis konnte dieses in der Nationalversammlung sofort als Fraktion ihre Arbeit aufnehmen, noch bevor die Partei offiziell gegründet wurde. Als erster Führer wurde Joo Ho-young ernannt. Joo gab am 6. November 2017 bekannt, dass er die Partei nach dem Parteitag am 13. November, bei dem ein neuer Parteivorsitzender gewählt werden sollte, verlassen werde; er selbst war zu dieser Zeit sowohl kommissarischer Parteivorsitzender als auch Parteiführer in der Nationalversammlung. Am 13. November 2017 übernahm der ehemalige Generalsekretär Kim Se-yeon kommissarisch die Parteiführung in der Nationalversammlung. Am 22. Dezember 2017 wurde Oh Shin-hwan zum Parteiführer in der Nationalversammlung gewählt.

## Wahlergebnisse

### Präsidentschaftswahlen
| Jahr | Wahl                     | Kandidat      | Stimmen (%)        | Ergebnis           |
| ---- | ------------------------ | ------------- | ------------------ | ------------------ |
| 2017 | 19. Präsidentschaftswahl | Yoo Seong-min | 2.208.771 (6,76 %) | nicht gewählt (4.) |

### Parlamentswahlen
| Jahr | Wahl                                 | Wahlkreis                                                          | Kandidat     | Stimmen (%)    | Ergebnis           |
| ---- | ------------------------------------ | ------------------------------------------------------------------ | ------------ | -------------- | ------------------ |
| 2017 | Nachwahl zur 20. Nationalversammlung | Gyeongsangbuk-do Sangju-si, Gunwi-gun, Uiseong-gun, Cheongsong-gun | Kim Jin-wook | 5.061 (5,22 %) | nicht gewählt (4.) |